# Omar Azeb
Omar Azeb, parfois orthographié Omar Azzeb, né le 7 juillet 1960, est un ancien handballeur algerien. Il est considéré comme l'un des meilleurs handballeurs de l'histoire d'Algérie.

## Biographie
Omar Azeb fait ses débuts à l'AS Finances en 1975 avant de rejoindre l'équipe de la Banque Nationale d'Algérie (JRM-BNA) en 1976. 
En 1978, il rejoint le MC Alger où il effectue toute sa carrière de joueur. Il est également international de 1978 à 1993. Lorsqu'il met un terme à sa carrière de joueur en 1995, il a ainsi cumulé 37 titres en club et en sélection,. 
Il est également distingué comme meilleur athlète algérien de l'année en 1989 puis reçoit le Trophée de l'Association des Journalistes Sportifs Algériens (AJSA) en 1995 .
Reconverti entraîneur du MC Alger en 1997, il remporte 3 titres avec les juniors puis en l'espace de quelques mois la Coupe d'Afrique des clubs champions 1997, la Coupe d'Afrique des vainqueurs de coupe 1998 et la Supercoupe d'Afrique 1997.

## Palmarès de joueur

### En club
Compétitions internationales
- Ligue des champions d'Afrique
  - Vainqueur (1) : 1983
  - Finaliste (1) : 1985
- Coupe d'Afrique des vainqueurs de coupe
  - Vainqueur (6) : 1988, 1991, 1992, 1993, 1994, 1995
  - Finaliste (2) : 1989, 1990
- 'Supercoupe d'Afrique
  - Vainqueur (1) :  1994
- Championnat arabe des clubs champions
  - Vainqueur (2) : 1989, 1991
  - Finaliste (1) : 1993

Compétitions nationales
- Vainqueur du Championnat d'Algérie (9) : 1982, 1984, 1987, 1988, 1989, 1991, 1992, 1994, 1995
- Vainqueur de la Coupe d'Algérie (9) : 1982, 1983, 1987, 1989, 1990, 1991, 1993, 1994, 1995

### En équipe nationale
Championnat d'Afrique des nations
- Vainqueur du Championnat d'Afrique 1981
- Vainqueur du Championnat d'Afrique 1983
- Vainqueur du Championnat d'Afrique 1985
- Vainqueur du Championnat d'Afrique 1987
- Vainqueur du Championnat d'Afrique 1989
- Médaille de bronze du Championnat d'Afrique 1992

Jeux méditerranéens
- Vainqueur des Jeux méditerranéens de 1987
- Finaliste des Jeux méditerranéens de 1983

Jeux olympiques
- 10e place aux Jeux olympiques de 1980
- 12e place aux Jeux olympiques de 1984
- 10e place aux Jeux olympiques de 1988

Championnats du monde
- 16e place au Championnat du monde 1982
- 16e place au Championnat du monde 1986
- 16e place au Championnat du monde 1990

Championnat d'Afrique junior
- Médaille de bronze au Championnat d'Afrique junior : 1980

## Palmarès d'entraîneur

### En club
- Entraineur du MC Alger (1997- 1999) : coupe d'algerie 1998 , 1999 .
- Championnat des Émirats arabes unis (3) : 2003, 2004, 2008 (avec  Al Nasr Dubaï)
- Vainqueur de la Coupe des président des Émirats arabes unis : 2004 (avec  Al Nasr Dubaï)Omar Azeb Vainqueur de la coupe de l'Emir du Qatar : 2019

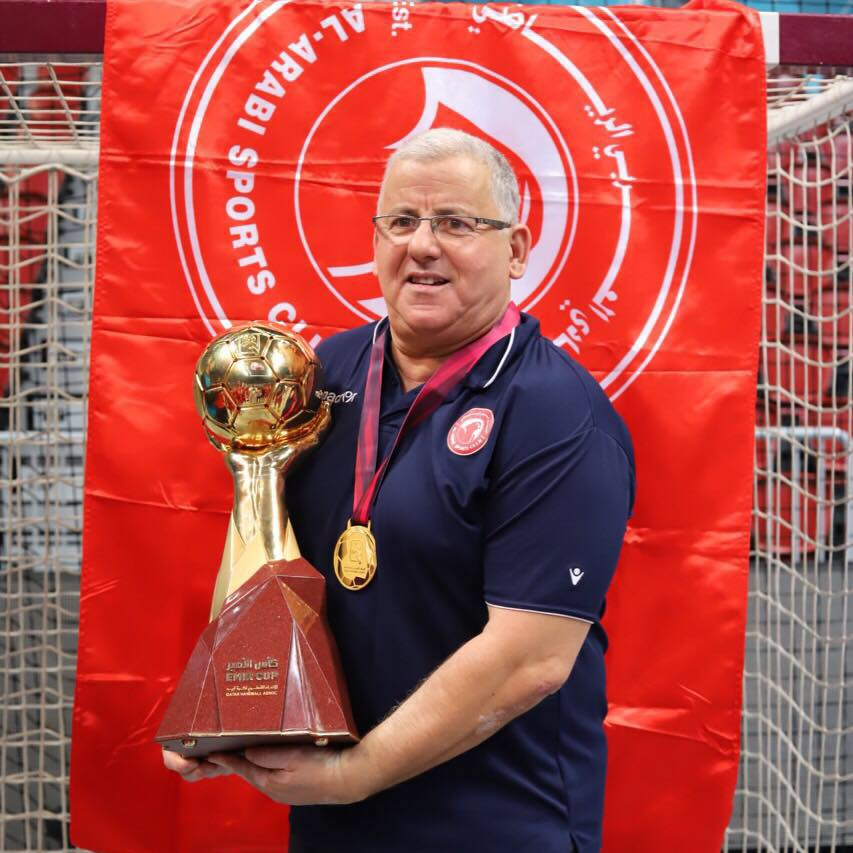
Omar Azeb Vainqueur de la coupe de l'Emir du Qatar : 2019

- Vainqueur de la Supercoupe des Émirats arabes unis  : 2004 (avec  Al Nasr Dubaï)
- Finaliste de la Coupe des président des Émirats arabes unis :2007 (avec  Al Nasr Dubaï)
- Finaliste  de la Coupe des Émirats arabes unis : 2012 (avec  Al Wasl Dubaï)
- Finaliste de la Coupe du Koweït  : 2009 (avec  Al-Salmiya SC)
- Finaliste du Championnat arabe des clubs champions : 2017 (avec  Al-Arabi SC )
- Vainqueur de la Supercoupe arabe : 2018 (avec  Al-Arabi SC)
- Finaliste de la  Coupe Fédération du Qatar :2018  (avec  Al-Arabi SC)
- Troisième du  Championnat arabe des clubs champions : 2018 (avec  Al-Arabi SC )
- Vainqueur de la coupe de l'Emir du Qatar : 2019 (avec  Al-Arabi SC )